# Gotthard Flensborg
Gotthard Flensborg, född 1723 i Flensborg i dåvarande Danmark, död 1803 i Stockholm, var en dansk-svensk arkitekt. 
Flensborg bosatte sig 1741 i Stockholm, där han utbildade sig till arkitekt, och reste till Finland 1751 för att tjänstgöra som byggmästare vid uppförandet av Sveaborg, men bosatte sig en kort tid därefter i Lovisa. Han blev stadsarkitekt i Borgå 1760 med ansvar för återuppbyggandet av staden efter stadsbranden samma år. Han ritade bland annat Borgå rådhus (färdigställt 1764) och en rad andra byggnader kring Rådhustorget. Han ritade även Diktarhemmet i Borgå (färdigställt 1765), som ursprungligen var boningshus åt honom själv och där han även bedrev utskänkningsrörelse.